# Loyalty and Betrayal
Loyalty and Betrayal – szósty studyjny album amerykańskiego rapera E-40. Osiągnął 4. miejsce na Top R&B/Hip-Hop Albums i 18. na Billboard 200. Gościnnie występują B-Legit, D-Shot, Suga-T, Mack 10, Eightball, Too Short, Young Mugzi, Levitti, Pimp C i Birdman.

## Lista utworów
1. "Intro"
2. "Loyalty & Betrayal"
3. "Lace Me Up" (feat. Suga-T)
4. "Ya Blind" (feat. Jazze Pha & Eightball)
5. "Sinister Mob" (feat. Nate Dogg)
6. "Nigga Shit" (feat. Mack 10, The Click & Levitti)
7. "Nah, Nah..." (feat. Nate Dogg)
8. "Pop Ya Collar" (feat. Otis & Shug & The Click)
9. "Record Company (Skit)"
10. "To Whom This May Concern"
11. "Like A Jungle" (feat. Kokane & Young Mugzi)
12. "Behind Gates" (feat. Ice Cube)
13. "Doin' The Fool" (feat. Pastor Troy, Al Kapone, Too Short & Pimp C)
14. "Flamboastin'" (feat. Baby)
15. "It's Pimpin'"
16. "Clown Wit' It" (feat. Mystikal)